# Marko Bošnjak
Marko Bošnjak (Mostar, 11 januari 2004) is een Bosnisch zanger.

## Biografie
Bošnjak begon zijn muzikale carrière in 2015 door op elfjarige leeftijd een Servische talentenjacht te winnen. In 2022 nam hij deel aan Dora, de Kroatische preselectie voor het Eurovisiesongfestival. Met het nummer Mol zi nas eindigde hij als tweede. Drie jaar later waagde hij opnieuw zijn kans. Met Poison cake won hij ditmaal, waardoor hij Kroatië mag vertegenwoordigen op het Eurovisiesongfestival 2025 in Bazel, Zwitserland.
Bošnjak is de eerste Kroatische zanger die openlijk uitkomt voor zijn homoseksualiteit.
1993: Put · 
1994: Tony Cetinski · 
1995: Magazin & Lidija · 
1996: Maja Blagdan · 
1997: ENI · 
1998: Danijela · 
1999: Doris Dragović · 
2000: Goran Karan · 
2001: Vanna · 
2002: Vesna Pisarović · 
2003: Claudia Beni · 
2004: Ivan Mikulić · 
2005: Boris Novković · 
2006: Severina · 
2007: Dragonfly feat. Dado Topić · 
2008: Kraljevi Ulice & 75 Cents · 
2009: Igor Cukrov feat. Andrea Šušnjara · 
2010: Feminnem · 
2011: Daria Kinzer · 
2012: Nina Badrić · 
2013: Klapa s Mora · 
2016: Nina Kraljić · 
2017: Jacques Houdek · 
2018: Franka Batelić · 
2019: Roko · 
2021: Albina Grčić · 
2022: Mia Dimšić · 
2023: Let 3 · 
2024: Baby Lasagna · 
2025: Marko Bošnjak